# Nordre Kirkegård (Randers)
Nordre Kirkegård er en kirkegård i Randers, der drives af Randers Kommune. Kirkegården ligger i den nordlige del af byen og er sammen med Østre Kirkegård de eneste kommunalt drevne kirkegårde i byen.
Kirkegården, der er 11 ha stor, er anlagt fra 1917 til 1922 og er tegnet af havearkitekten Erik Erstad-Jørgensen. Den er som andre kirkegårde fra perioden anlagt symmetrisk med en øst-vestgående midterakse. Kirkegården rummer både traditionelle kistegravsteder og urnegravsteder, mindeplæner med og uden gravminder samt siden 1996 et afsnit, der er udlagt som skovkirkegård.
Derudover findes der en mindelund for faldne under 2. verdenskrig samt et særskilt afsnit med Commonwealth War Graves. På kapelbygningen er der desuden opsat en mindetavle over Randers-borgere, der døde i tyske koncentrationslejre.
I hovedaksen ligger Nordre Kirkegårds Kapel, der er tegnet af Jens Peter Jensen Wærum. Det fungerer også som kapel for Østre Kirkegård.
Kirkegården er udvidet i 1951, mens krematoriet under kapellet er opført i 1954.

## Kendte personer begravet på Nordre Kirkegård
- Anders W. Andersen
- Ib Christensen
- Kristen Gjøtrup
- Aksel Hag
- Kaj Hoff
- Mogens Ingerslev
- Sven Johannesen
- Oluf Kroer
- Arne Moldkjær
- Henny Møller
- Eluf Preben Månsson
- Calle Nielsen
- Carl Petter